# Kofun

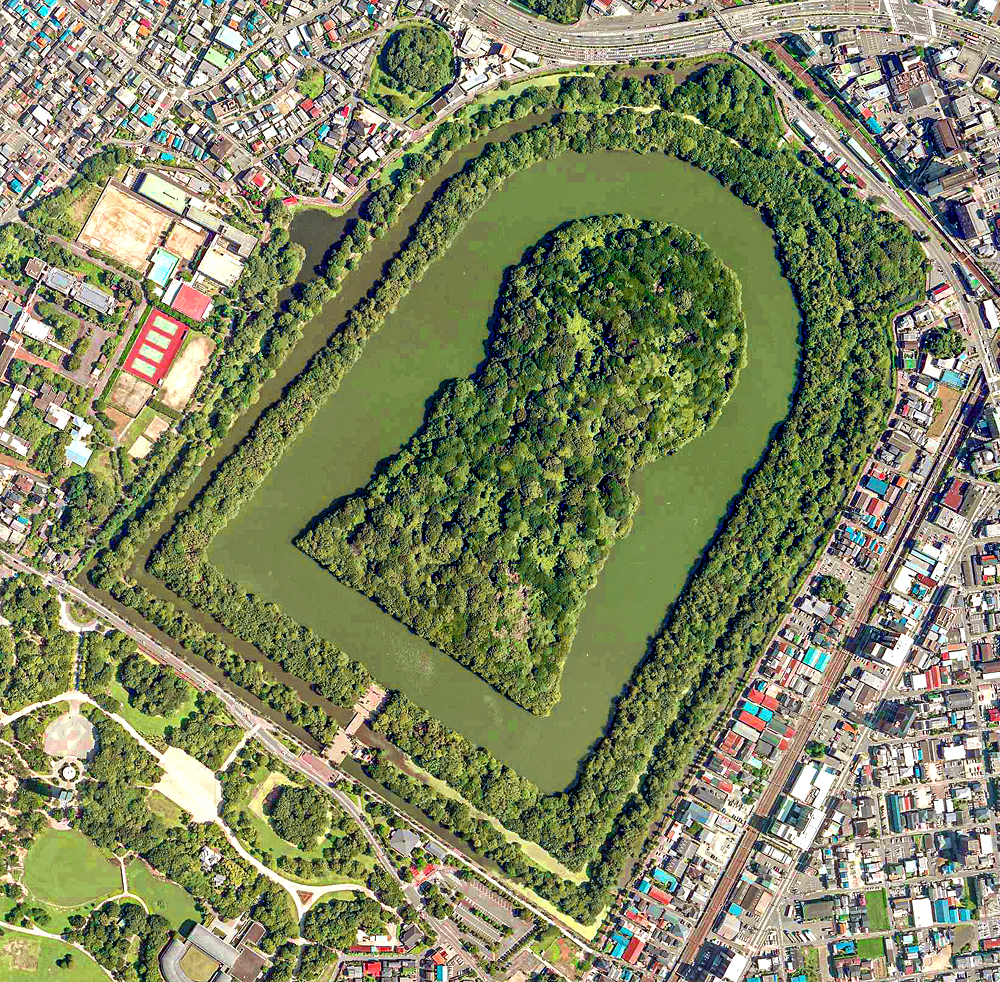
O Daisenryō-Kofun, tumba dedicada ao Imperador Nintoku (XVI imperador do Japão), é o túmulo maior do Japão; foi feito no século V e encontra-se na cidade de Sakai, prefeitura de Osaka.

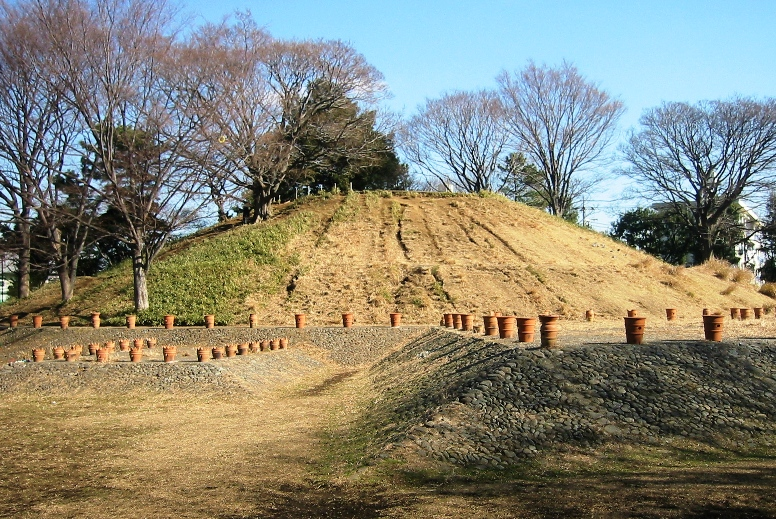
Noge-Ōtsuka, kofun localizado em Tóquio e construído no século V.

Os kofun (古墳, literalmente, “túmulo antigo”) referem-se geralmente aos túmulos megalíticos no Japão; embora num jeito mais estrito refira às grandes construções megalíticas, cuja origem remota pode estar na China, e que foram realizadas como tumbas para as pessoas influentes e de alta hierarquia no Antigo Japão, da segunda metade do século III até a primeira metade do século VII, e cujo nome deu origem ao período Kofun, pertencente ao período Yamato.

## Estrutura
Os túmulos kofun tiveram diferentes formas através da sua história: a original foi o kofun circular (円墳, enpun), seguido do kofun retangular (前方後方, zenpō kōhō) e do kofun quadrado (方墳, hōfun). O mais conhecido é o kofun com a forma de olho de fechadura (前方後円, zenpō kōen).
Os zenpō kōen são construções criadas originalmente no Japão.